# Cameron Ocasio
Cameron Ocasio', född 7 september 1999, är en amerikansk tonårsskådespelare som har spelat roller i olika tv-serier och filmer, såsom Caught, Law & Order: Special Victims Unit, och Sinister. Han var en av stjärnorna i Nickelodeon TV-serien Sam & Cat i rollen Dice, för samtliga 35 episoder.

## Filmografi

### Film
- Caught
- Love Magical
- Sinister
- Child Eater
- Over/Under
- Fool's day
- A Route Less Traveled
- Love Magical
- The One

### TV
- Law & Order: Special Victims Unit
- A Gifted Man
- Nickelodeon Kids' Choice Awards 2013
- Sam & Cat
- Nickelodeon Kids Choice Awards 2014
- Webheads
- Nickelodeon Kids' Choice Awards 2015
- Commando Crash

### Webb
- The Lil' Sam & Cat Show

### Teater
- Bloody Bloody Andrew Jackson på Bernard B. Jacobs Theatre